# Hagenius
Hagenius is een geslacht van libellen (Odonata) uit de familie van de rombouten (Gomphidae).

## Soorten
Hagenius omvat 1 soort:
- Hagenius brevistylus Selys, 1854